# 李金明
李金明（1941年8月—），男，河南南阳人，中华人民共和国政治人物。煤炭部焦作矿业学院采煤系地下开采专业毕业，大学学历。曾任中共浙江省委副书记，浙江省政协主席。

## 生平
1966年9月参加工作。1986年5月，任中共南阳地委书记。1991年1月，任中共浙江省委秘书长。1992年2月，任中共浙江省委常委、杭州市委书记。1993年4月兼任杭州市人大常委会主任。1998年11月，任中共浙江省委副书记。2000年4月兼任省纪委书记，同年7月不再担任杭州市委书记，他任职市委书记期间，决定将萧山和余杭变为杭州市辖区以扩大城市规模（2001年实现）。2003年1月，任浙江省政协主席、党组书记。2008年，当选第十一届全国政协委员，代表中国共产党，分入第一组。并担任人口资源环境委员会副主任。